# Ribeirão Cambará
Der Ribeirão Cambará ist ein etwa 92 km langer rechter Nebenfluss des Rio Ivaí im Norden des brasilianischen Bundesstaats Paraná.

## Etymologie und Geschichte
Der Name stammt vom Cambará-Baum (Moquiniastrum polymorphum), der im Atlantischen Regenwald Brasiliens häufig vorkommt.

## Geografie

### Lage
Das Einzugsgebiet des Ribeirão Cambará befindet sich auf dem Terceiro Planalto Paranaense (Dritte oder Guarapuava-Hochebene von Paraná).

### Verlauf
Sein Quellgebiet liegt im Munizip Jandaia do Sul auf 569 m Meereshöhe etwa 2 km nordöstlich der Ortschaft São José in der Nähe der BR-369.
Der Fluss verläuft in südwestlicher Richtung.  
Er fließt im Munizip São Pedro do Ivaí von rechts in den Rio Ivaí. Er mündet auf 307 m Höhe. Die Entfernung zwischen Ursprung und Mündung beträgt 42 km. Er ist etwa 92 km lang.
Er entwässert ein Einzugsgebiet im Gebiet südlich von Maringá.

### Munizipien im Einzugsgebiet
Am Ribeirão Cambará liegen die vier Munizpien Jandaia do Sul, Bom Sucesso, Marumbi und São Pedro do Ivaí.